# أوفوك كابلان
أوفوك كابلان (من مواليد 1 أكتوبر 1972، إسطنبول ) هو ممثلة تركية.

## فيلموغرافيا
- الهروب من الظلام ، فيلم، 2024
- العربة القذرة مسلسل تلفزيوني 2024
- القدر مسلسل تلفزيوني 2022-2023
- التفاحة الممنوعة مسلسل تلفزيوني 2020
- بايتة عبد الحميد ، مسلسل تلفزيوني، 2017
- أولئك في الظلال ، مسلسل تلفزيوني، 2014
- ماذا تسمي الحياة ، مسلسل تلفزيوني، 2013
- مدرستنا ، مسلسل تلفزيوني، 2013
- ياسمينلي يوفا ، مسلسل تلفزيوني، 2011
- نوري (ممثل ضيف)، مسلسل تلفزيوني، 2011
- الألعاب القذرة ، فيلم تلفزيوني، 2011
- رحلة القطرس ، فيلم سينمائي، 2010
- العشق الممنوع ، مسلسل تلفزيوني، 2008-2010
- شهرمان مألوف ، فيلم، 2007
- بعد المطر مسلسل تلفزيوني 2006
- نبض الحياة ، مسلسل تلفزيوني، 2006-2008
- لا يفوتك طعمنا مسلسل تلفزيوني 2005
- البعد الخامس ، مسلسل تلفزيوني، 2005
- لقاء كبير ، مسلسل تلفزيوني، 2004-2005
- عالم الأسرار / الباب السري مسلسل تلفزيوني 2002
- آخر الآباء يسمعون ، مسلسل تلفزيوني، 2002

## روابط خارجية
- أوفوك كابلان على موقع IMDB نسخة محفوظة 2015-06-10 على موقع واي باك مشين.
- أوفوك كابلان في Sinematurk.com نسخة محفوظة 2014-11-29 على موقع واي باك مشين.

1. ↑  Česko-Slovenská filmová databáze | Ufuk Kaplan (بالتشيكية), 2001, QID:Q3561957
2. ↑  Internet Movie Database (بالإنجليزية), QID:Q37312